# Dipoena bellingeri
Dipoena bellingeri är en spindelart som beskrevs av Claude Lévi 1963. Dipoena bellingeri ingår i släktet Dipoena och familjen klotspindlar.
Artens utbredningsområde är Jamaica. Inga underarter finns listade i Catalogue of Life.